# Amanita zangii
Amanita zangii (лат.) — гриб семейства Мухоморовые (Amanitaceae). Включён в подрод Lepidella рода Amanita.

## Биологическое описание
- Шляпка 5—6 см в диаметре, в молодом возрасте выпуклой, затем плоской формы, белого или кремового цвета, покрытая тёмно-коричневыми или коричнево-серыми остатками покрывала. Край шляпки гладкий.
- Мякоть белого цвета.
- Гименофор пластинчатый, пластинки свободные, часто расположенные, белого цвета. Трама пластинок билатеральная.
- Ножка 6—8 см длиной и 0,8—1,2 см толщиной, почти ровная, беловатого или кремового цвета, в основании с бульбовидным, в верхней части покрытым беловатыми или сероватыми остатками покрывала, утолщением до 2 см толщиной. Кольцо белое или беловатое.
- Споры 7,5—12×6,5—9 мкм, бесцветные, амилоидные, эллипсоидной формы. Базидии четырёхспоровые, булавовидной формы, 30—50×9,5—12 мкм.
- Пищевые качества не изучены.

## Ареал
Известен из тропического Китая.

## Сходные виды
- Amanita hesleri Bas, 1969 отличается меньшими размерами плодовых тел и формой спор. Описан из Северной Америки.
- Amanita inopinata D.A. Reid & Bas, 1987 отличается розоватыми пластинками, серым кольцом и розоватой ножкой. Описан из Великобритании.